# 音楽が死んだ日
音楽が死んだ日（おんがくがしんだひ、The Day the Music Died）は、小型飛行機がアイオワ州クリアレイク近郊に墜落し、バディ・ホリー、リッチー・ヴァレンス、J.P."ビッグ・ボッパー" リチャードソンの3人のミュージシャンとパイロットのロジャー・ピータースンの4人全員が死亡する事故が発生した1959年2月3日を指す通称である。
1950年代末 - 1960年代初頭にかけて、ロックンロールのスター達が、スキャンダル、懲役、徴兵で次々と表舞台から姿を消して、アメリカの大衆音楽は勢いを失い、イギリスのミュージシャンがアメリカに上陸して来る（ブリティッシュ・インヴェイジョン）までの間、スター不在の暗い時代が続いた。この飛行機事故はロックンロール時代の終わりを告げる象徴的な出来事となった。
「音楽が死んだ日」という通称は、ドン・マクリーンがこの悲劇を題材にした楽曲「アメリカン・パイ」の中で、この出来事を「音楽が死んだ日」（The Day the Music Died）として歌ったことにより定着したものである。

## 事故までの経過

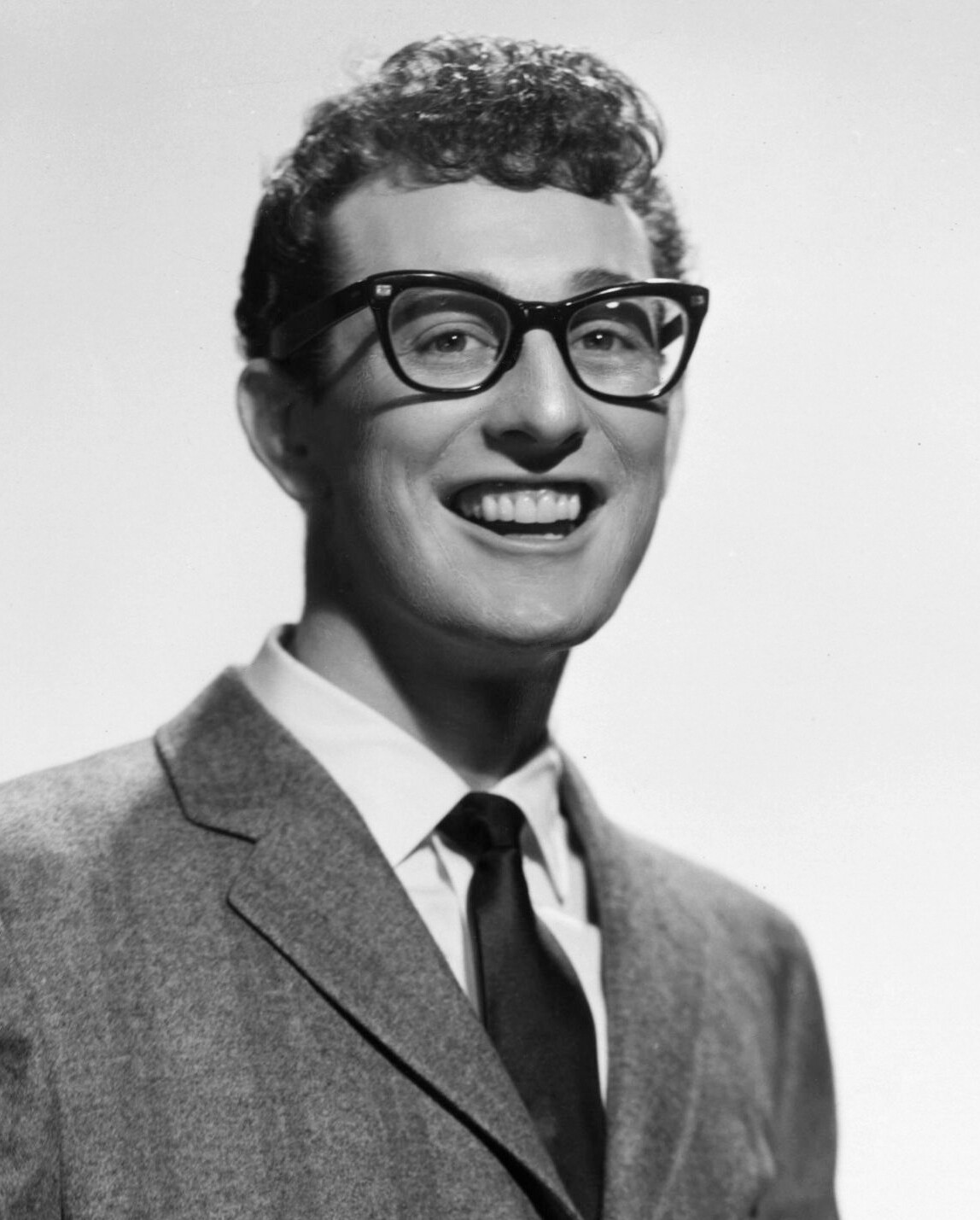
バディー・ホリー
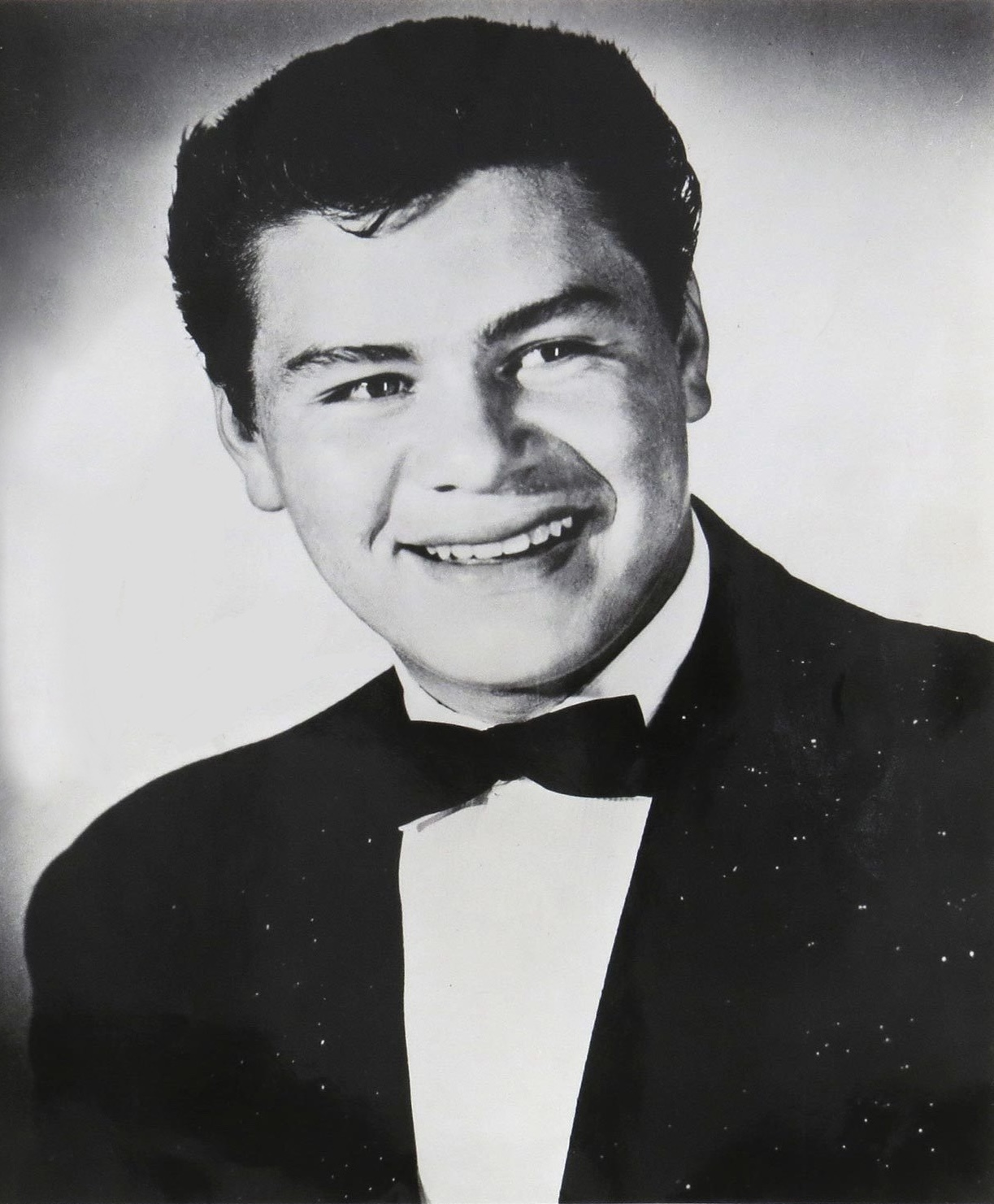
リッチー・ヴァレンス
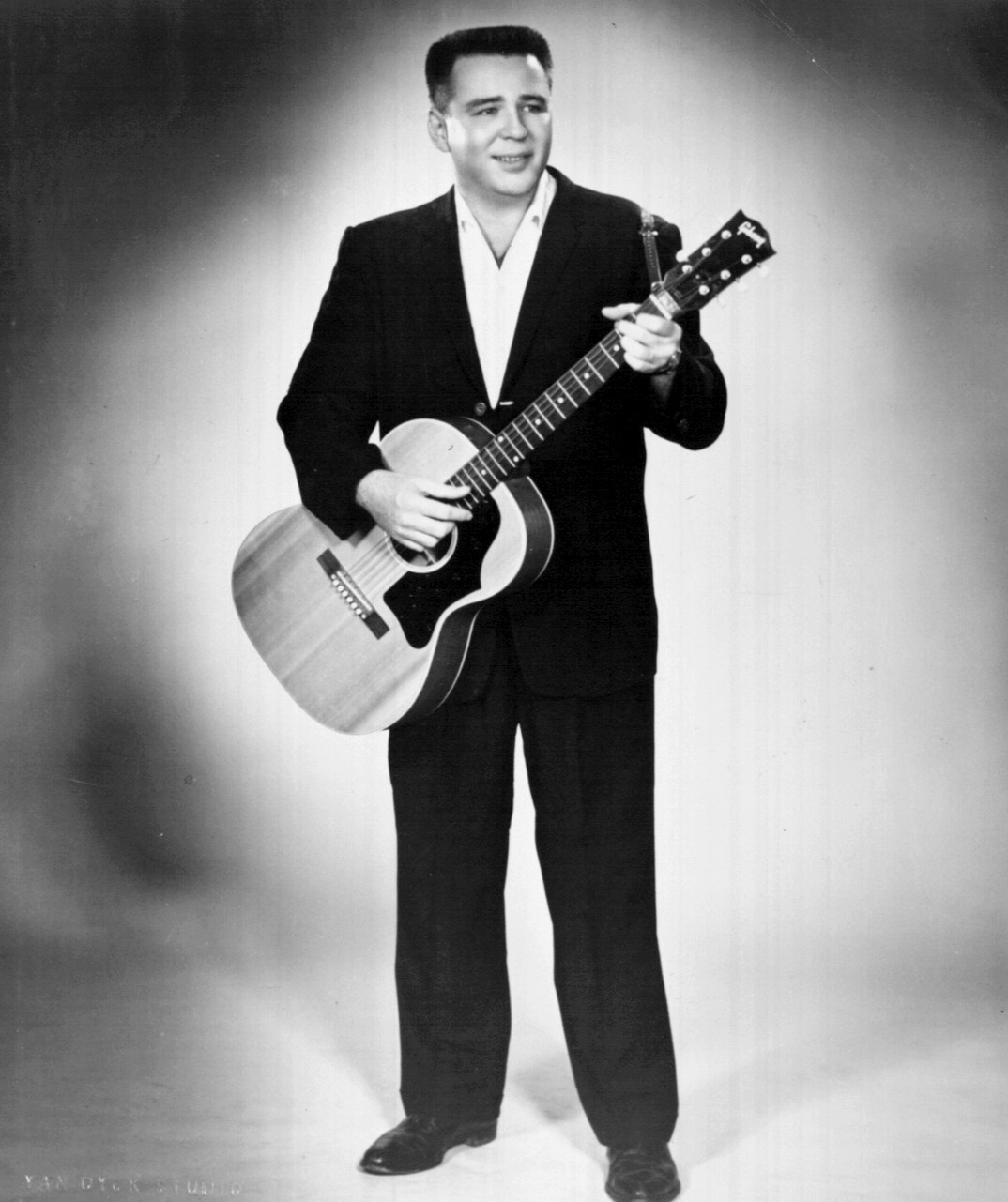
"ビッグ・ボッパー"J・P・リチャードソン

当時、「ウィンター・ダンス・パーティ」と題された、3週間をかけたアメリカ合衆国中西部24の都市を回るツアーが企画されていた。日程の都合から、このツアーは長時間の移動を含んでいた。開催地間の距離は、公演予定を組む上で余り問題とされなかったのであった。
アイオワ州クリアレイクの「サーフ・ボールルーム」はツアーの開催地として立候補していなかったが、プロモーターが支配人キャロル・アンダーソンにホリーらの興行を提案した。支配人はそれを受諾し、ホリーらの出演日を2月2日月曜に設定した。
余裕がない日程で構成されたツアーは1月23日にウィスコンシン州ミルウォーキーで開始され、最終日となる2月15日まで一行は毎日バスによる移動を強いられることになった。彼らが移動に用いたバスは現地気候に適しておらず、またツアー開始直後にバス空調装置も故障してしまった。彼らは車内で火を起こして凌いだものの、ドラマーのカール・バンチは足にひどい凍傷を負い、地元病院へ入院した。彼の療養中は、バディ・ホリーとリッチー・ヴァレンスが交替でドラムを演奏した。
一行がクリアレイクのサーフ・ボールルームへ到着したのは2月2日午後で、その頃にはツアー用バスに強い不満を抱いていた。彼はバンドメンバーに対し、翌日飛行機を借りて次の公演を行うミネソタ州ムーアヘッドに行きたいと語っている。「ビハインド・ザ・ミュージック」によれば、この時のホリーは多忙により洗濯が出来ず、困っていた。一行は翌日の公演までに洗濯をしたがっていたが、クリアレイクのクリーニング店はその日営業していなかった。
終演後、一行は直ちに会場を出てメイソンシティ市営空港にへ着した。飛行機の整備をしたのは21歳のパイロット、ロジャー・ピータースン（Roger Peterson）である。彼はアイオワ州メイソンシティのドワイヤー・フライング・サービスに勤務していた。ロジャーは1人当たり36ドルの料金を取り、彼らを小型単発機ボナンザ（1947年製、モデル35）に乗せた。一方で飛行機にはパイロットの他に3人分の席しかなかった。
リチャードソンはツアー中に風邪をこじらせていたので、ホリーのバンドメンバーだったウェイロン・ジェニングスに席を譲ってくれないかと頼み、ジェニングスはそれを了解した。彼が飛行機に乗らないと知ったホリーは、「じゃあ僕はお前のおんぼろバスが凍っちまうように祈っててやるよ！」と冗談を飛ばした。彼もやはり冗談で「じゃあ俺はお前のおんぼろ飛行機が落っこっちまうように祈っててやるぜ！」と返したという。その後、このやりとりはジェニングスを一生苦しめることになる。
それまで小型飛行機に乗ったことがなかったリッチー・ヴァレンスも、もう一人のバンドメンバーであったトミー・オールサップに席を代わってほしいと頼んだ。トミーは「もう一つの席はコイン次第だ」と返した。伝記映画のワンシーンとは異なり、離陸直前の空港でコイントスがあったわけでも、バディ・ホリーがトスしたわけでもない。DJのボブ・ヘイルが、空港を発つ直前のミュージシャンたちの前でコインを投げたのである。ヴァレンスが勝利し、席を手に入れた。
ツアーに参加していたディオン&ザ・ベルモンツのディオン・ディムーチも飛行機に乗るよう提案されたというが、いつ誘われたのかはっきりしていない。36ドルという運賃はディムーチが親から家賃として毎月得ていた仕送りと同額であり、彼はそんな甘えを肯じることはできなかった。

## 墜落
中部標準時で午前0時55分ごろに飛行機は離陸した。ちょうど午前1時すぎ、コマーシャル・パイロットでありこの飛行機のオーナーだったヒューバート・ドワイヤー（Hubert Dwyer）は、管制塔のデッキから「尾翼が次第に下がって、そのまま視界から消えた飛行機」を目撃している。
ピータースンは、出発してから航空管制センターと無線でフライト・プランをつめるつもりだとドワイヤーに話していた。しかしピータースンは管制官を呼び出さず、ドワイヤーは管制官に無線で交信を続けるようにと要請したが、何度試しても成功しなかった。
午前3時30分になってもノースダコタ州ファーゴのヘクター国際空港ではピータースンから何の連絡も受けることはなく、ドワイヤーは当局に飛行機の行方不明を報告した。
午前9時15分ごろ、ドワイヤーは別の小型飛行機でピータースンが予定していた航路を飛び、空港からおよそ北西へ8 kmの地点にあるトウモロコシ畑で、バラバラになった残骸を見つけた。
ボナンザはわずかに右に傾き、そこに転がっていた。およそ270 km/hで地面に叩きつけられたのである。機体は墜落して、凍りついた土の上を170 mも滑っていた。そして農場主の所有するフェンスに激突し、鉄の塊となって積み重なった。ホリーとヴァレンスの遺体はすぐそばにあり、リチャードソンのものはフェンスを越えて隣のトウモロコシ畑に投げ出されていた。ピータースンは機体に閉じ込められていた。当日、アンダーソンは一行を空港まで送り、離陸するところも見ていた。遺体を本人たちだと確認したのも彼だった。
郡の検視官ラルフ・スマイリーは、4人が脳への強いショックによって即死した、と述べている。ホリーの死体には、たしかに墜落の衝撃で亡くなったことを示すいくつもの傷が認められた。
チャールズ・H・ホリーの遺体は、フェイクレザーの黄色いジャケットをまとっていたが、背中にある4つの縫い目はほぼ完全に裂けていた。頭蓋骨は額の中央付近で裂け、頭頂部にまで達しており、脳組織の半分が欠損したと推定できる。両耳から出血があり、顔面には複数の裂傷がある。墜落によって骨格へ激しい衝撃があり、胸部は硬度を保っていない。[…]両足は複雑骨折している。
調査官の下した結論によれば、この墜落は悪天候とパイロットのミスが重なって発生したものである。ピータースンは制度的にはまだ計器類の訓練を受けている途中であり、悪天候を飛ぶための技量が問われている段階だった。つまりベテランに頼らず、さらに目視ではなく計器を確認しながら飛ぶことが要求される場合には力不足だった。
民間航空委員会(CAB)の最終報告には、「ピータースンは飛行機に備えつけられる水平姿勢指示器の訓練中であり、ボナンザに搭載されたスペリー・ジャイロコンパスは一般的でなかった」と記されており、これは飛行機のピッチ姿勢を示す計器は二つあり、それぞれ正反対の表示方法を採用していたことを意味しており、委員会は、ピータースンが実際には機体は下降しているのに、上昇していると考えたのではないかとしている。
またピータースンは、ルート上の悪天候に適切な注意を払っていなかったとも考えられている。もし彼が自分の力量を自覚していれば、飛行を延期していただろうということである。

## 再調査
2007年、リチャードソンの息子が、父への検死結果について再調査をおこなった。これは墜落の2ヶ月後にトウモロコシ畑でホリーの22口径の拳銃が発見されたという有名な逸話にも関わっている。つまり再調査は、偶然に銃が暴発したため墜落が起きたのではないかという疑問に答えるためのものだった。またリチャードソンの遺体が現場から離れていたため、彼は残骸から歩いて抜け出すことができた可能性もある。ウィリアム・M・バスは手続きをとって、スマイリーの報告書も確認した。しかしリチャードソンの遺体は保存状態こそよかったが、「ひどい骨折」のため、墜落の衝撃で絶命したことが裏づけられた。

## モニュメント

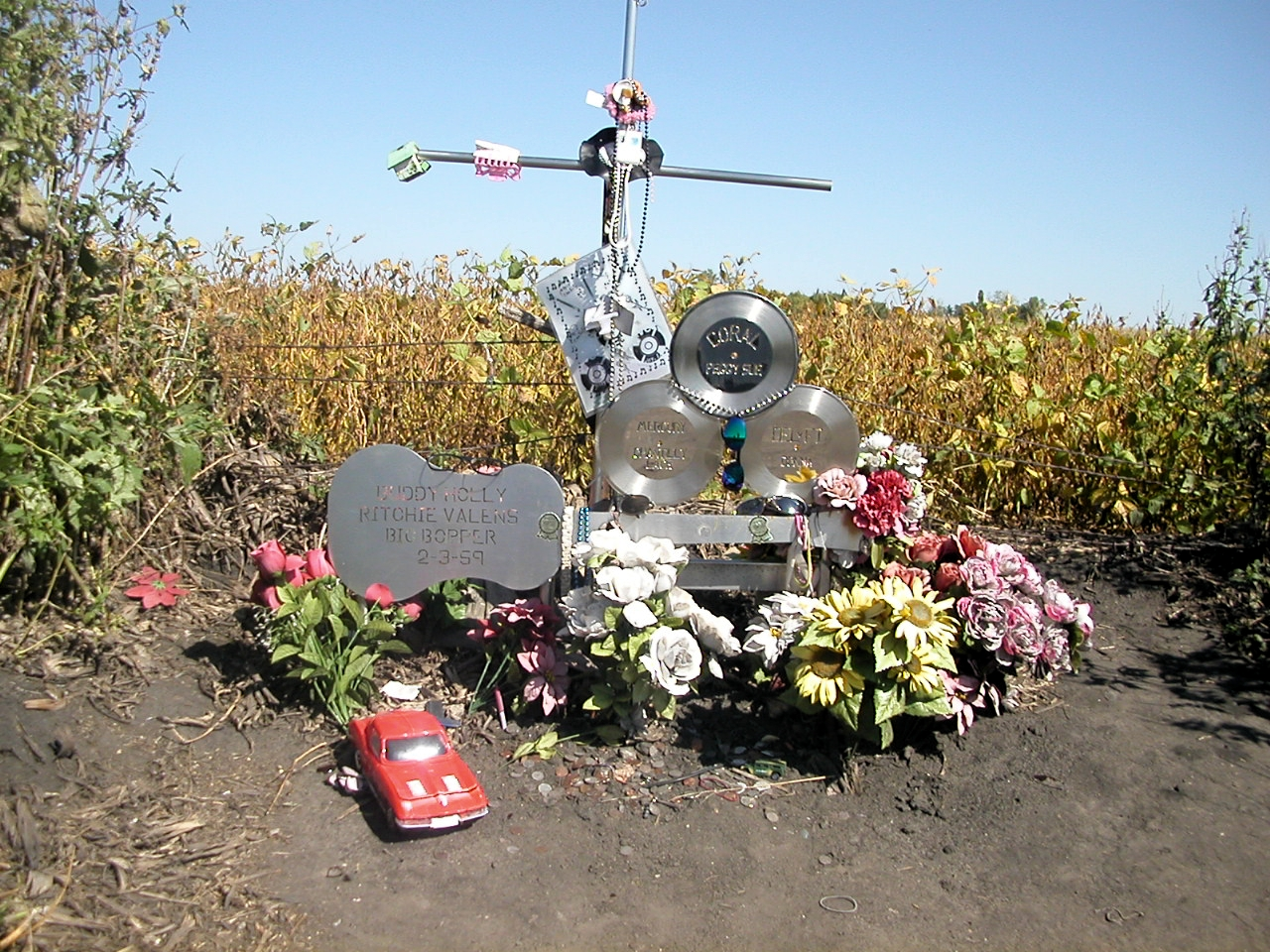
墜落現場のモニュメント（2003年9月）

1950年代を愛するウィスコンシン州の男性ケン・パケットは、1988年に鋼のギターをかたどったステンレスのモニュメントをつくった。そこでは3人のアーティストたちの名前を冠したそれぞれのレコードもモチーフにされている。このモニュメントはクリアレイクから北へ8kmの、とある農園に置かれている。墜落現場の入り口には角枠の眼鏡をかけたポストサインがある。またパケットは3人のアーティストに捧げるステンレスのモニュメントをウィスコンシン州グリーンベイのリバーサイド・ボールルームにもつくっている。そこはバディ・ホリー、リッチー・ヴァレンス、ビッグ・ボッパーの三人が1959年2月1日の夜に演奏をした場所である。二つ目の記念碑の除幕式は2003年6月17日に行われた。2009年2月にはパケットにより、ピータースンを追悼するための新しいモニュメントが墜落現場に設置された。